# Thomas Henderson
Thomas Henderson (15 de agosto de 1743 - 15 de dezembro de 1824) foi um Representante dos Estados Unidos de Nova Jersey. Foi governador do estado de Nova Jersey.